# Гершау, Керстин
Керстин Гершау (нем. Kerstin Gerschau, род. 26 января 1958, Лейпциг, ГДР), позднее Керстин Куррат (нем. Kerstin Kurrat, — восточногерманская спортивная гимнастка.
Бронзовая медалистка Олимпийских игр 1976 года в Монреале в командных соревнованиях (в составе команды ГДР). По личной сумме стала 12-й и в вышла в финал в личном многоборье, где заняла итоговое 9-е место.
Тремя годами ранее, в 1973 году, на чемпионате Европы в Лондоне завоевала две медали: бронзовую в многоборье и серебряную в вольных упражнениях.
Воспитанница клуба SC Leipzig.